# Han Stijkel
Johan Aaldrik Stijkel, noto come Han Stijkel (Rotterdam, 8 ottobre 1911 – Berlino-Tegel, 4 giugno 1943), è stato un partigiano olandese, fece parte della Resistenza olandese.

## Biografia

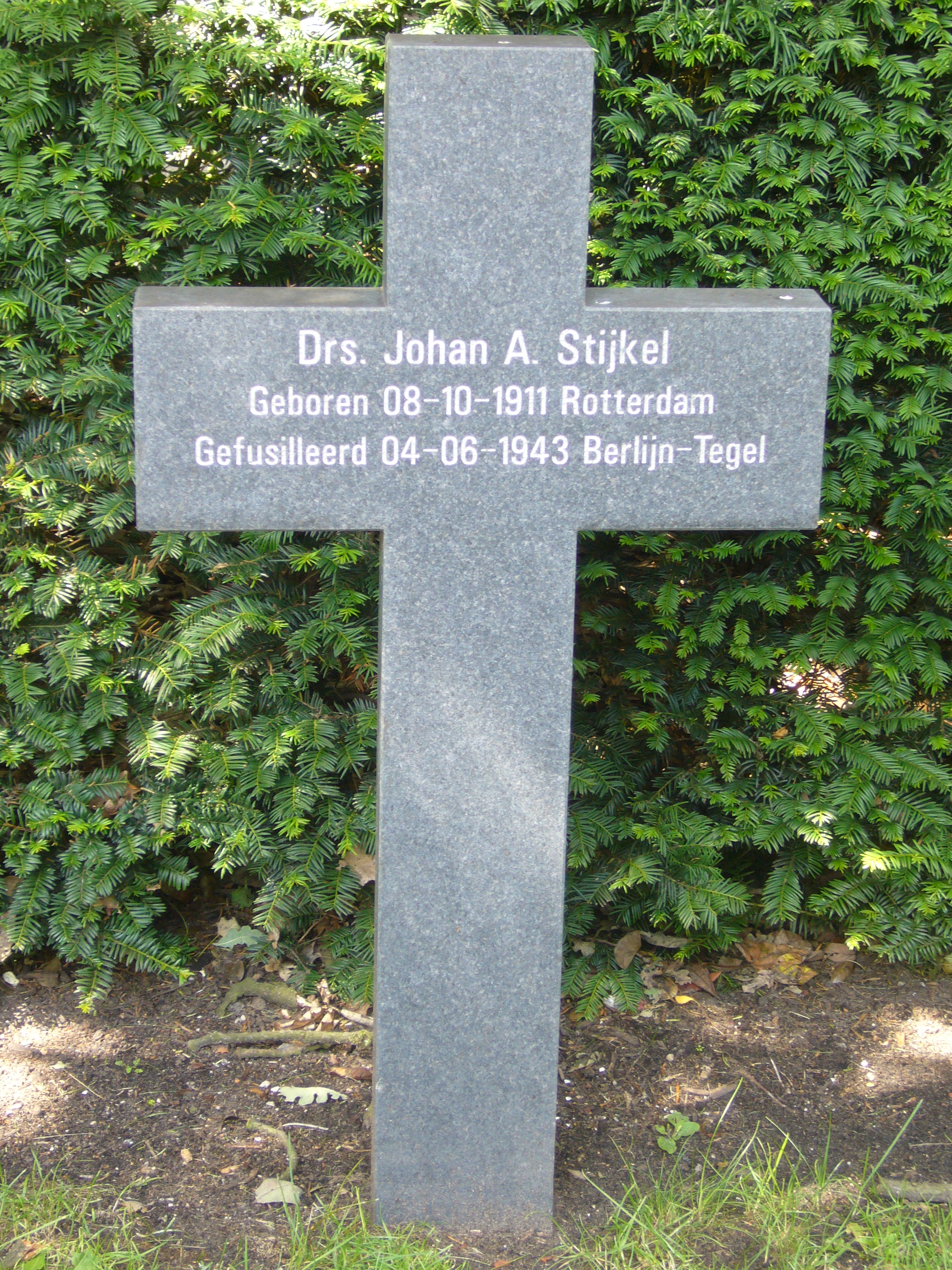
Tomba di Han Stijkel a Westduin.

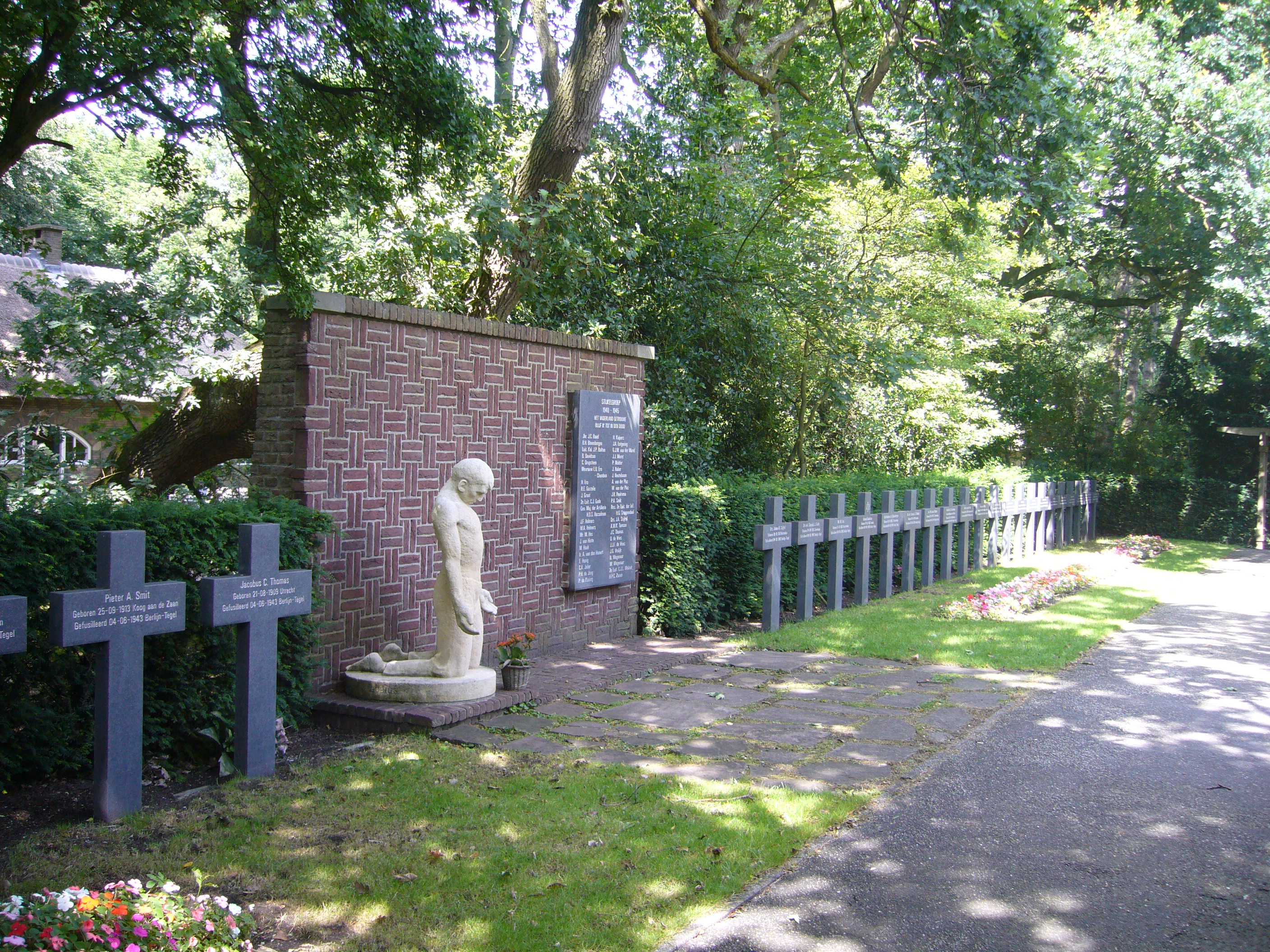
Tombe del Gruppo Stijkel.

Studiò inglese presso l'Università di Amsterdam. Già allora era coinvolto nella resistenza al fascismo. Partecipò anche ad azioni di resistenza contro Francisco Franco durante la Guerra civile spagnola (1936-1939). Fu un buon amico di Jacob Anton Schorer, la forza trainante dietro il Nederlandsch Wetenschappelijk Humanitair Komitee, la prima organizzazione olandese che si batté per i diritti degli omosessuali.
Dopo l'invasione tedesca dei Paesi Bassi, il 10 maggio 1940, aiutò, insieme a Henri François, Jacob Anton Schorer] a distruggere i suoi archivi e il registro dei membri iscritti all'organizzazione. 
Poco dopo iniziò a formare un gruppo per combattere l'occupante tedesco. Questo gruppo era composto probabilmente da circa ottanta persone, tra cui il generale di divisione Hasselman, oltre a studenti, ufficiali e imprenditori. Lo pseudonimo di Stijkel era Dr. Eerland de Vries. Il Gruppo Stijkel, così chiamato in onore di J.A. Stijkel, aveva come obiettivo il trasferimento di informazioni sull'occupazione tedesca in Inghilterra. In questo processo furono commessi alcuni errori da principianti, che permisero agli occupanti di iniziare a seguire il gruppo della resistenza. Tra l'altro, il famigerato traditore Anton van der Waals riuscì a infiltrarsi. Il 2 aprile 1941 il gruppo fu arrestato mentre tentava di salpare dal porto di Scheveningen. Solo nel settembre 1942 il gruppo fu processato davanti al Reichskriegsgericht a Berlino, e otto mesi dopo, il 4 giugno 1943, le sentenze furono eseguite. Han Stijkel fu il primo a essere giustiziato.
Nella prigione di Scheveningen (Oranjehotel) condivise una cella con Willem Harthoorn. Nel suo libro Verboden te sterven Harthoorn descrive la propria prigionia all'Oranjehotel e nei campi di concentramento, e con essa l'ultimo semestre della vita di Han Stijkel nei Paesi Bassi.
Nel cimitero Westduin è stato eretto un monumento in memoria dei membri del Gruppo Stijkel. Esso è composto da 43 croci in pietra arenaria. I resti di 33 persone fucilate a Berlino vi sono stati sepolti. I resti di 10 persone non sono mai stati ritrovati.

## Intitolazioni
A Han Stijkel sono stati intitolati diversi luoghi. Tra gli altri nella Noordoostpolder: la Han Stijkelweg, la Han Stijkeltocht (un corso d'acqua) e l'area di servizio Verzorgingsplaats Han Stijkel lungo la A6.
Nel quartiere Duttendel a L'Aia si trova la Piazza Han Stijkel. Le strade circostanti sono intitolate ad altri eroi della resistenza.
Al numero 1764 della Laan van Meerdervoort vi era, fino al 2003, un edificio scolastico con il nome di Han Stijkel, parte del Dalton Den Haag.